# Abinsk
Abinsk (russisch Аби́нск) ist eine russische Kreisstadt mit 34.928 Einwohnern (Stand 14. Oktober 2010) in der Region Krasnodar im Föderationskreis Südrussland. Sie liegt am Kuban-Nebenfluss Abin, 75 km südwestlich der Regionshauptstadt Krasnodar. Die nächstgelegene Stadt (15 km nordwestlich) ist Krymsk; die Schwarzmeer-Hafenstadt Noworossijsk liegt rund 35 km südwestlich von Abinsk.

## Geschichte
Abinsk wurde 1836 an Stelle einer ehemaligen Tscherkessen-Ansiedlung gegründet. Anfangs war der Ort eine Kosaken-Staniza, die dem Russischen Kaiserreich als eine der Festungen nördlich des Kaukasus diente. Zugleich diente die Siedlung als Verbannungsort, so lebten hier unter anderem die Dekabristen Bestuschew, Odojewski und Katenin.
Während der Sowjetzeit wurde Abinsk 1935 Hauptort des neu gebildeten Landkreises (Rajons) Abinsk. Bis 1963, als die Siedlung Stadtrechte erhielt, trug sie den Namen Abinski (russisch Аби́нский).
Historische Erwähnung findet Abinsk auch in Verbindung mit der Deportation der ansässigen Griechen aus den Kreisen Abinsk und Sewersk im Jahr 1942.

### Bevölkerungsentwicklung
| Jahr | Einwohner |
| ---- | --------- |
| 1939 | 14.378    |
| 1959 | 14.750    |
| 1970 | 21.222    |
| 1979 | 25.251    |
| 1989 | 29.182    |
| 2002 | 33.734    |
| 2010 | 34.928    |

Anmerkung: Volkszählungsdaten

## Wirtschaft und Infrastruktur
Abinsk ist Zentrum eines Landwirtschaftsgebietes, dementsprechend stützt sich die Wirtschaft der Stadt hauptsächlich auf die Lebensmittelindustrie (Wein, Konserven). Daneben gibt es unter anderem Baustoffproduktion und Holzverarbeitung. In der näheren Umgebung von Abinsk befindet sich ein Erdöl-Förderungsgebiet.
Die wichtigste Verkehrsverbindung der Stadt ist die Straße A146, die nach Noworossijsk und Krasnodar führt. Es besteht ein Eisenbahnanschluss mit dem Personenbahnhof Abinskaja.